# Die Together
Die Together (з англ. — Помремо разом) — пісня греко-норвезької співачки Аманда Тенфйорд, яка була випущена 10 березня 2022 року. Ця пісня має представляти Грецію на Євробаченні 2022. На конкурсі пісня змогла кваліфікуватися в фінал.

## Сюжет пісні
Ця пісня про відносини, які з часом все вмирають та вмирають. Але, потім співачка вирішує розійтись зі своїм партнером.

## Євробачення

### Грецький відбір
Наприкінці жовтня 2021 року журі з семи членів відібрало п'ять учасників, дотримуючись такої процедури: кожен член міг вибрати від 5 до 10 робіт, а ті, хто отримав більшість уподобань, відбиралися до наступного етапу. Потім комітет приступив до обговорення з актами деталей їх потенційної участі в штаб-квартирі ERT, плануючи прийняти остаточне рішення до кінця грудня 2021 року. 17 листопада 2021 року, Ненсі Зампетоглу та Танасіс Анагностопулос оголосили про шорт-лист своєї програми ERT Studio 4 . Це були: Good Job Nicky, Джоанна Дріго, Іліас Козас, Лу Іс (сценічне ім'я Луїзи Софіянопулу) та Аманда Тенфйорд.
Остання була остаточно оголошена обраним учасником 15 грудня 2021 року , а пісня була випущена 10 березня 2022 року.

### На Євробаченні
Згідно з правилами Євробачення, усі країни, за винятком країни-господаря та «Великої п'ятірки» (Франція, Німеччина, Італія, Іспанія та Велика Британія), мають пройти кваліфікацію в одному з двох півфіналів, щоб змагатися за остаточний; 10 найкращих країн від кожного півфіналу до фіналу. Європейська мовна спілка(EBU) поділила країн-учасниць на 6 кошиків, у яких були країни з благоприятливими умовами голосування. 25 січня 2022 року було проведено жеребкування, за яким кожна країна потрапила в один із двох півфіналів, а також у якій половині шоу вони виступали. Греція потрапила до першого півфіналу, який відбудеться 10 травня 2022 року, а виступ заплановано на другій половині шоу. Під час репетицій, у номері можна було побачити, що співачка знаходиться серед перевернутих стільців. Аманда Тенфйорд сказала, що тут є глибока задумка.
Виступ у півфіналі в виконавиці викликав багато овацій. Потім, у кінці шоу стало відомо, що пісня кваліфікувалась до фіналу, у якому виступить в другій половині шоу.

## Чарти

### Тижневі чарти
| Чарт (2022)   | Позиція на піці |
| ------------- | --------------- |
| Греція (IFPI) | 9               |